# Tricloruro de nitrógeno
El Tricloruro de nitrógeno, también conocido como tricloroamina, es un compuesto químico con la fórmula NCl3. Es un líquido amarillo grasiento de olor penetrante, que generalmente aparece como subproducto de reacciones químicas entre el cloro y derivados de amoníaco (por ejemplo, en las piscinas).

## Preparación y estructura

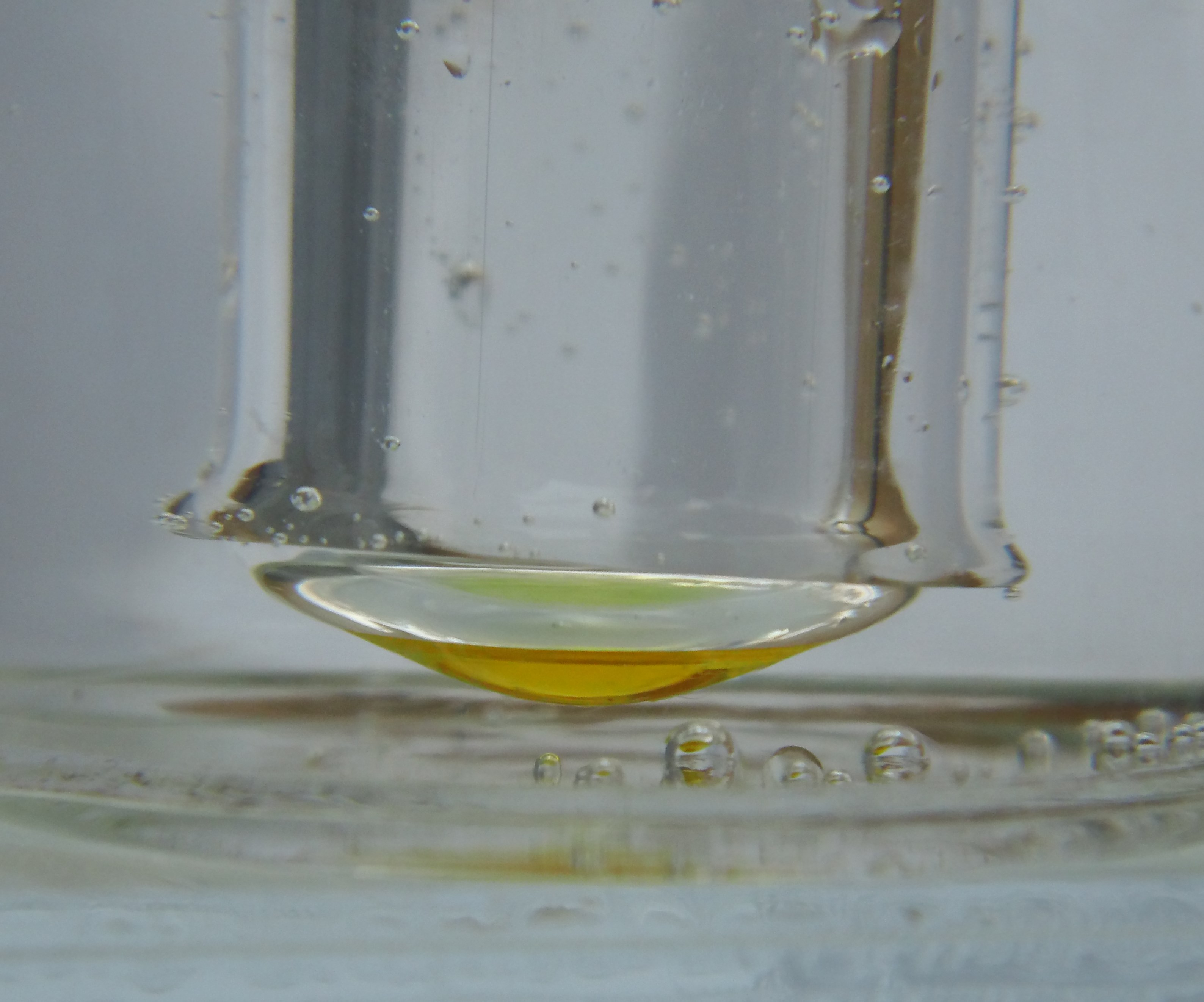
Tricloruro de nitrógeno

El compuesto se prepara mediante el tratamiento de sales de amonio (como nitrato de amonio) con cloro.
Los productos intermedios en esta conversión incluyen cloramina y dicloramina, NH2Cl y NHCl2 respectivamente.
Como el amoníaco, el NCl3 es una molécula piramidal. Las distancias entre el nitrógeno y los átomos de cloro es de 1.76 Å, y entre Cl-N-Cl los ángulos son de 107°.
El tricloruro de nitrógeno puede formarse en pequeñas cantidades cuándo los suministros de agua públicos son desinfectados con monocloramina, y en piscinas desinfectadas con cloro en las que este reacciona con la urea contenida en la orina de los bañistas. El tricloruro de nitrógeno, comercializado con el nombre de Agene, se solía utilizar para blanquear y conservar harinas artificialmente, pero fue prohibido en 1949, tras comprobarse que causaba desórdenes neurológicos extendidos y severos en humanos en 1947. Perros que comieron pan hecho con harina tratada con ''Agene'' padecieron accesos epilépticos; el agente tóxico era la metionina sulfoximina.

## Reactividad
A pesar de las semejanzas de las electronegatividades de Pauling del nitrógeno y del cloro, esta molécula tiene polaridad moderada con los cargas negativas asociadas al nitrógeno. El nitrógeno de la molécula de NCl3 se suele considerar que tiene el estado de oxidación −3 y los átomos de cloro se considera que tienen el estado de oxidación +1.
Es hidrolizado por el agua caliente para liberar amoníaco y ácido hipocloroso.
NCl3 + 3 H2O → NH3 + 3 HOCl

## Seguridad
El tricloruro de nitrógeno puede irritar las membranas mucosas (es un agente lacrimógeno). La sustancia pura es un explosivo peligroso, siendo sensible a la luz, al calor, incluso a impactos moderados, y a compuestos orgánicos. Pierre Louis Dulong fue el primero en prepararlo en 1812, y perdió dos dedos y un ojo en dos explosiones. En 1813, una explosión de NCl3 cegó temporalmente a Humphry Davy, llevándole a contratar a Michael Faraday como ayudante. Ambos fueron heridos por otra explosión de NCl3 poco después.

## Lecturas relacionadas
- Jander, J. (1976). «Recent Chemistry and Structure Investigation of Nitrogen Triiodide, Tribromide, Trichloride, and Related Compounds». Advances in Inorganic Chemistry 19: 1-63. doi:10.1016/S0065-2792(08)60070-9.
- Kovacic, P.; Lowery, M. K.; Field, K. W. (1970). «Chemistry of N-Bromamines and N-Chloramines». Chemical Reviews 70 (6): 639-665. doi:10.1021/cr60268a002.
- Hartl, H.; Schöner, J.; Jander, J.; Schulz, H. (1975). «Die Struktur des Festen Stickstofftrichlorids (−125 °C)». Zeitschrift für Anorganische und Allgemeine Chemie 413 (1): 61-71. doi:10.1002/zaac.19754130108.
- Cazzoli, G.; Favero, P. G.; Dal Borgo, A. (1974). «Molecular Structure, Nuclear Quadrupole Coupling Constant and Dipole Moment of Nitrogen Trichloride from Microwave Spectroscopy». Journal of Molecular Spectroscopy 50 (1–3): 82-89. doi:10.1016/0022-2852(74)90219-7.
- Bayersdorfer, L.; Engelhardt, U.; Fischer, J.; Höhne, K.; Jander, J. (1969). «Untersuchungen an Stickstoff–Chlor-Verbindungen. V. Infrarot- und RAMAN-Spektren von Stickstofftrichlorid». Zeitschrift für Anorganische und Allgemeine Chemie 366 (3–4): 169-179. doi:10.1002/zaac.19693660308.